# خاموشی‌های ۲۰۲۱ ایران
خاموشی‌های ۲۰۲۱ ایران (یا بحران برق ۱۴۰۰–۱۳۹۹ ایران)، به قطع گستردهٔ برق در ایران در سال ۲۰۲۱ میلادی اشاره دارد.این خاموشی‌ها از گسترده‌ترین خاموشی‌های تاریخ ایران بوده‌اند.در دی ۱۳۹۹ (ژانویه ۲۰۲۱) بود که قطع شدن برق و مشکلات وابسته به آن در چند کلانشهر ایران، مورد توجه رسانه‌ها قرار گرفت. چرایی خاموشی‌ها، دستگاه‌های استخراج رمزارز، کمبود گاز و افزایش مصرف مشترکین خانگی اعلام شد. رضا اردکانیان، وزیر نیروی ایران، افزون بر تأیید گزارش‌ها دربارهٔ استخراج رمزارز در ایران توسط چینی‌ها، خاموشی‌ها را به دلیل فعالیت آنان دانست؛ ادعایی که برخی مسئولان استان تهران نیز آن را تأیید کردند. این خاموشی‌ها، سراسری گزارش شده‌اند با این حال بر پایه گزارش بی‌بی‌سی فارسی، تهران، فارس، گلستان، گیلان، البرز، مرکزی، اصفهان، خوزستان، سمنان، قم، اردبیل و آذربایجان شرقی از استان‌هایی هستند که دچار خاموشی شده‌اند. بر پایهٔ گزارش‌ها، برق شبکهٔ کارخانه «فروکروم» با قیمت «بسیار ناچیز» در اختیار شرکت تاپ‌اکوی چین قرار گرفته‌است.
از هفته‌ها پیش، به‌کارگیری سوخت بسیار آلاینده مازوت در نیروگاه‌های ایران آغاز شد که آلودگی خطرناک هوا در شهرهای پرجمعیتی چون تهران را در پی داشت. بر پایه‌گذارش‌ها، در همین بحران، برق چهار نهاد دولتی «پرمصرف»، از جمله سازمان حفاظت محیط‌زیست قطع شد. در این دوران، برخی از مقامات ایران، مردم این کشور را برای مصرف بالای برق و گاز مورد ملامت قرار دادند؛ هنگامی که برپایه آمارهای رسمی، به‌طور متوسط، یک‌سوم برق و نزدیک به نیمی از گاز این کشور در بخش خانگی مصرف می‌شود.
با ادامه‌یافتن خاموشی‌ها، سپاه پاسداران انقلاب، شرکت‌های چینی و دولت ایران به دلیل نقششان در استخراج رمزارزها، مورد نقد قرار گرفتند.قطعی ناگهانی و بدون آگاهی‌رسانی نیز از دیگر موضوعات مورد نقد در این دوران بوده‌اند.
پیامدهای این خاموشی‌ها افزون بر آسیب‌های اقتصادی گسترده، شامل آسیب‌های جانی و افزایش تلفات در بیمارستان‌ها، کاهش امنیت، سختی زندگی بر مردم، قطعی موردی آب و…می‌شود.

## پیشینه

### خرداد ۱۴۰۰
اواخر اردیبهشت قطعی‌های پراکندهٔ برق در جاهای گوناگون ایران رخ داد اما در یکم خرداد، بیشترین میزان خاموشی‌های پراکنده در این کشور گزارش شد. در برخی نقاط تهران و استان‌های شمالی، خاموشی‌های بیش از ۲ ساعت و حتی تکرار دو یا سه بارهٔ قطعی برق در روز از سوی مردم گزارش شده‌است.
در این دوره، گزارش‌های فراوانی از سوی شهروندان تهران، شیراز، لاهیجان، پلدختر، رشت و … در شبکه‌های اجتماعی منتشر شدند که از قطع شدن برق بدون آگاهی‌رسانی قبلی شکایت کردند.در همین حال، خبرگزاری ایسنا گزارش کرد که وزارت نیروی ایران «جدول‌های خاموشی‌های برنامه‌ریزی‌شده» در دو استان البرز و خراسان رضوی را پخش کرده و وضعیت خاموشی برق در مورد دیگر استان‌ها «در انتظار تصمیم‌گیری است». بر پایهٔ ابلاغ انجام شده از سوی وزارت نیروی ایران، سازمان‌های دولتی این کشور، می‌بایست مصرف برقشان را ۵۰ درصد کم کنند. در ممنوعیت‌هایی وابسته به همین مورد، بهره‌گیری از کولرهای گازی در اداره‌های ایرانی ممنوع شد و در استان خوزستان نیز حضور کارمندان با کت‌وشلوار در محل کار ممنوع گردید. این رده محدودیت‌ها در جهت پیشگیری از کمبود برق و خاموشی‌ها در حالی بوده‌اند که بر پایهٔ آمار رسمی وزارت نیرو، کل مصرف بخش همگانی (شامل ادارات، سازمان‌ها، مترو و غیره) در سال گذشته، ۲۴ تراوات ساعت، برابر با ۸٫۵ درصد از کل مصرف برق ایران بوده‌است و بیش از ۱۰ درصد برق تولیدی این کشور، تنها در شبکهٔ توزیع، با فرسودگی تجهیزات تلف شده‌است. با نزدیک شدن به روز برگزاری انتخابات ریاست‌جمهوری ایران (۱۴۰۰)، روند قطعی برق کند و در روز انتخابات (۲۸ خرداد) متوقف شد.

### تیر و مرداد ۱۴۰۰
در پی قطع برق در نقاط مختلف ایران که باعث آسیب‌های جدی به مراکز درمانی و بیمارستان‌ها، و زندگی روزمره مردم و مشاغل مختلف شده‌است، در چند شهر ایران اعتراضات و تجمعاتی بوده‌است که معترضان به قطعی برق، شعار «مرگ بر خامنه‌ای» و «مرگ بر دیکتاتور» سر داده‌اند. از جمله تجمع اعتراضی اهالی شهرهای بابل، بابلسر، آمل، قائمشهر، شهر ری، شیراز و کازرون می‌باشد و معترضان در برابر اداره برق شهر ری شعار «وزیر بی‌کفایت استعفا، استعفا» سر داده‌اند. در شهر شیراز معترضان علیه علی خامنه‌ای شعار دادند. در شهرهای کردکوی، بندر گز، بندر ترکمن و آق‌قلا نیز در مقابل ادارات برق تجمع کرده‌اند.

## اعتراض‌های مردمی

### تیر ۱۴۰۰
در تیر ۱۴۰۰، مردم معترض به قطع شدن برق در تهران، شعارهایی چون «مرگ بر خامنه‌ای» و «مرگ بر دیکتاتور» دادند. گروهی از ویدئوهای پخش شده از سوی کاربران فضای مجازی از جو امنیتی در شهرهایشان خبر دادند.برق در برخی از محله‌های پایتخت ایران، تهران و دیگر شهرهای بزرگ این کشور برای بیشتر از ۱ بار در طول روز قطع می‌شد و مردم را در گرمای تابستان ایران، خشمگین ساخت.افزون بر شعار دادن از پنجره محل سکونت هنگام خاموشی‌ها، کاربران ایرانی در شبکه‌های اجتماعی با پخش تصاویر و ویدئوهایی از قطعی برق و مشکلاتش، از مقام‌های مسئول انتقاد کردند؛ در یک نمونه، یک کاربر در ویدئویی نشان می‌داد که با وجود قطع شدن برق در بیشتر محله‌های شهر تهران، چراغ‌های مصلا و حدود جای سکونت علی خامنه‌ای، روشن بوده‌است.

## پیامدها و رخدادهای وابسته
- این خاموشی‌ها مانند موارد دیگر، دارای آسیب‌های اقتصادی گسترده و جزئی هستند و بسیاری از کسب‌وکارها را مختل می‌کنند. گزارش‌های داخلی حاکی از قطعی همزمان آب و برق به دلیل به‌کارگیری پمپهای آب، مشکلات درهای الکتریکی، سوختن دستگاه‌ها و لوازم خانگی و دیگر موارد معمول هنگام قطعی برق است.[۱۶]
- برخی از شهروندان ایرانی ویدیوهایی پخش کرده‌اند که نمایش می‌دهند که چراغ‌های روشنایی راه‌ها در شب خاموش شده‌اند و تاریکی کامل و نبود دید برای رانندگان پیش آمده‌است.[۳]
- در مسابقات بین‌المللی شطرنج که از هنگام دنیاگیری ویروس کرونا و محدودیت‌های ایجاد شده، به شکل اینترنتی برگزار شدند نیز پیامدی وجود داشت؛ در خرداد ۱۴۰۰، شطرنج‌بازان ایران به دلیل قطع‌شدن برق فدراسیون، نتوانستند مسابقهٔ خود را به پایان برسانند و شکست خوردند.[۱۷][۱۸] پرهام مقصودلو نیز از نمایندگان ایران در این مسابقات بوده‌است که به دلیل قطع‌شدن برق، از حریف خود شکست خورد.[۱۷]
- در ۱ خرداد ۱۴۰۰، قطعی ناگهانی و بدون اعلام پیشین برق، باعث رخداد حادثه برای ۱۰ کودک در شهربازی سمنان شد.استان سمنان در این دوره، خاموشی و قطع شدن برق را در ساعت‌های گوناگون تجربه می‌کرده‌است.[۱۹]
- در تابستان ۱۴۰۰، در جریان خاموشی‌های ۲۰۲۱ ایران که به مشکل این دوران مردم ایران تبدیل شده بود، گزارش‌هایی در رسانه‌های ایرانی منتشر شد که از تلف‌شدن بیماران به دلیل نبود برق در بیمارستان‌های ایران می‌گفت.همچنین فیلمی نیز منتشر شد که نشان می‌داد در یک آی‌سی‌یو برق‌ها رفته و بیماران، یک‌به‌یک در حال اکسپایر شدن بودند و هیچگونه دستگاهی نیز برای رفع مشکل، وجود نداشته‌است. یک پزشک ایرانی با انتشار این فیلم و گفتن از «از دست رفتن بیمار» اعلام کرد: «این بار فیلم این صحنه منتشر شده‌است اما ما با چنین صحنه‌هایی بارها مواجه شده‌ایم. اکسیژن که قطع می‌شود بعضی از ونتیلاتورها از دچار اختلال عملکرد می‌شوند.بعضی از ونتیلاتورها که توربینی هستند کاملاً از کار می‌افتند. بارها گفته‌ام که متأسفانه وزارت بهداشت جزئیات مرگ بیماران کووید ۱۹ را منتشر نمی‌کند.»[۲۰][۲۱] سازمان نظام پزشکی ایران نیز پس از این، اعلام کرد که احتمال مرگ بیماران به دلیل خاموشی‌ها، بالا است و افزود که «حتی در بیمارستان‌های بزرگ هم که ژنراتور دارند، دستگاه‌ها فرسوده هستند یا در مدت طولانی قطع برق، دوام نمی‌آورند». همچنین احتمال مرگ بیماران بیمارستان‌هایی که ژنراتور برق ندارند، ۱۰۰٪ اعلام شد. اینها در هنگامی رخ می‌داد که مقامات دولتی جمهوری اسلامی، از جمله حسن روحانی رئیس‌جمهور، چنین چیزهایی را تکذیب کردند. در سوی دیگر، گزارش شد که آن بیمارستان‌هایی که ژنراتور دارند نیز برخی نیاز به تعمیر سنگین دارند.[۲۱]

## چرایی‌ها
- رضا اردکانیان، وزیر نیروی ایران، افزون بر تأیید گزارش‌ها دربارهٔ استخراج رمزارز در ایران توسط چینی‌ها، دلیل خاموشی‌ها را، فعالیت آنان دانست.[۲]
- مدیرعامل شرکت شهرک‌های صنعتی استان تهران نیز اعلام داشت که استخراج بیت‌کوین چراییِ قطعی برق است.[۲] در تیر ۱۴۰۰، دادستان دیوان محاسبات کشور نیز اعلام کرد که «یک مزرعه استخراج رمز ارز به اندازه ۱۰ استان برق مصرف کرده و شرکت برق متوجه نشده‌است».[۲۲]
- بر پایه گزارش رسانه‌های ایرانی، شرکت‌های چینی با ساخت و گسترش مزرعه‌های استخراج رمزارز بیت‌کوین در رفسنجان از چرایی‌های بحران برق ۱۳۹۹ ایران هستند.[۴]
- به گزارش بخش فارسی یورونیوز، کارشناس‌ها با توجه به نیاز استخراج‌کنندگان رمزارزها به برق ارزان‌قیمت، باور دارند که این گروه افراد در ایران برای رسیدن به هدفشان، از تعرفه‌هایی چون کشاورزی، خانگی و صنعتی بهره می‌برند و این، فشار بیشتری بر سامانه توزیع برق این کشور وارد می‌کند. همچنین سخنگوی صنعت برق، میزان مصرف استخراج قانونی رمزارز را تنها ۲٪ کل مصرف برق ایران دانست.[۲۳]
- صادرات گاز طبیعی و برق ایران به عراق و بالطبع از مسیر عراق به سوریه و سپس لبنان؛ عامل اصلی خاموشی‌های گسترده برشمرده شده‌است.[۲۴][۲۵]

### سپاه پاسداران، شرکت‌های چینی و دولت ایران
در زمستان ۱۳۹۹، بحران هم‌دورهٔ قطع‌شدن برق و آلودگی بالای هوا، توجه رسانه‌ها و شبکه‌های اجتماعی را به سوی روند استخراج بیت‌کوین در ایران کشاند. روزنامه همشهری گزارشی نوشت که می‌گفت: «چینی‌ها» بزرگترین مزارع «ماینینگ» را در ایران دارند و شرکت چینی «لوبین»، «از بزرگ‌ترین مزارع استخراج رمزارز» که «از مدت‌ها پیش در ایران فعال شده‌است». وبگاه زیتون، در نوزدهم دی ۱۳۹۹، با پشت‌گرمی به «آماری غیررسمی» از «رد پای سپاه» در «افزایش مصرف برق» و «استخراج بیت‌کوین» گزارش نوشت و اعلام کرد که بیشتر «۱۸۰ هزار دستگاه ماینر» موجود ثبت‌شده در ایران، «در اختیار شرکت‌ها و نهادهای وابسته به سپاه» است». تجارت‌نیوز نیز با پست‌کردن یک گزارش، به انتقادهای مردم ایران به استخراج انحصاری بیت‌کوین توسط دولت این کشور و ممنوع شدن این کار برای شهروندان، پرداخت.
در همین دوره، مدیر عامل شرکت توانیر اعلام کرد که گروهی به مأمورانی که برای جمع‌آوری کانون‌های استخراج رمز ارزها رفته بودند، تیراندازی کرده‌اند.

## در رسانه‌ها و واکنش‌ها
- روزنامه‌نگاران ایرانی با واکنش‌هایی چون: «شما به تولید بیت کوین مشغول باشید ما هم از مازوت نفسمان تنگ شود مهم نیست.» و اشاره به «مقام سوم بودن ایران در تولید بیت کوین» و هشتگ «الگوی حکمرانی مطلوب از حق انتخاب بین قطعی برق یا خفه شدن از مازوت» به این خاموشی‌ها پرداختند.[۲۸]

## پیامدهای اجتماعی
بر پایه مطالعات انجام گرفته در ایالات متحده در سال ۲۰۱۹، روشنایی معابر در کاهش بزهکاری شبانگاهی تا ۳۶٪ مؤثر است. بنابر گزارش رئیس پلیس آگاهی ناجا، سرقت در دوران قطعی برق ۱۸٪ افزایش داشته‌است. همچنین رئیس پلیس پیشگیری پایتخت از افزایش چشمگیر سرقت سیم و کابل در هنگام خاموشی‌ها خبر داد.